# Afrephialtes latisulcatus
Afrephialtes latisulcatus là một loài tò vò trong họ Ichneumonidae.